# Vening Meinesz (cráter)

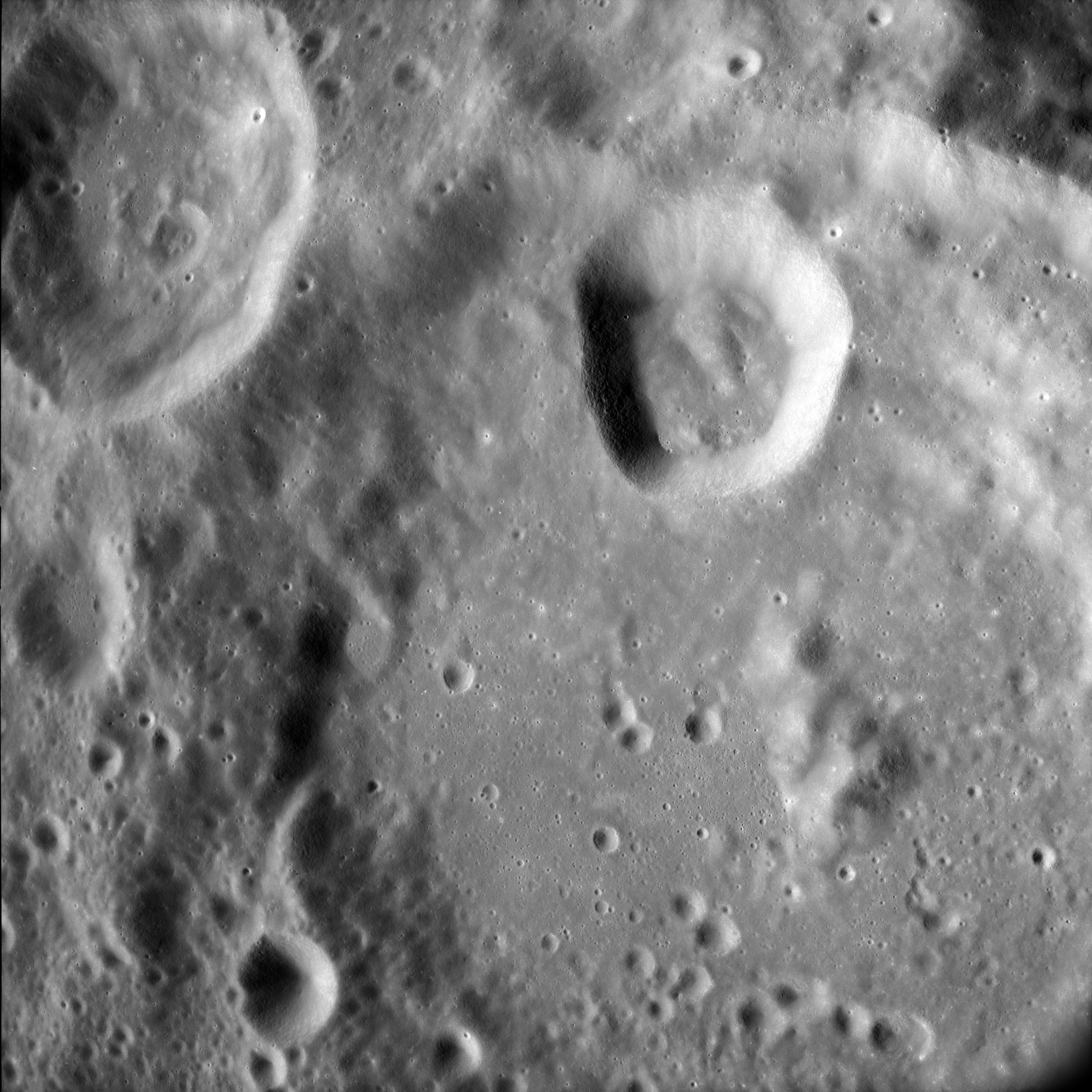
Fotografía de la misión Apolo 11

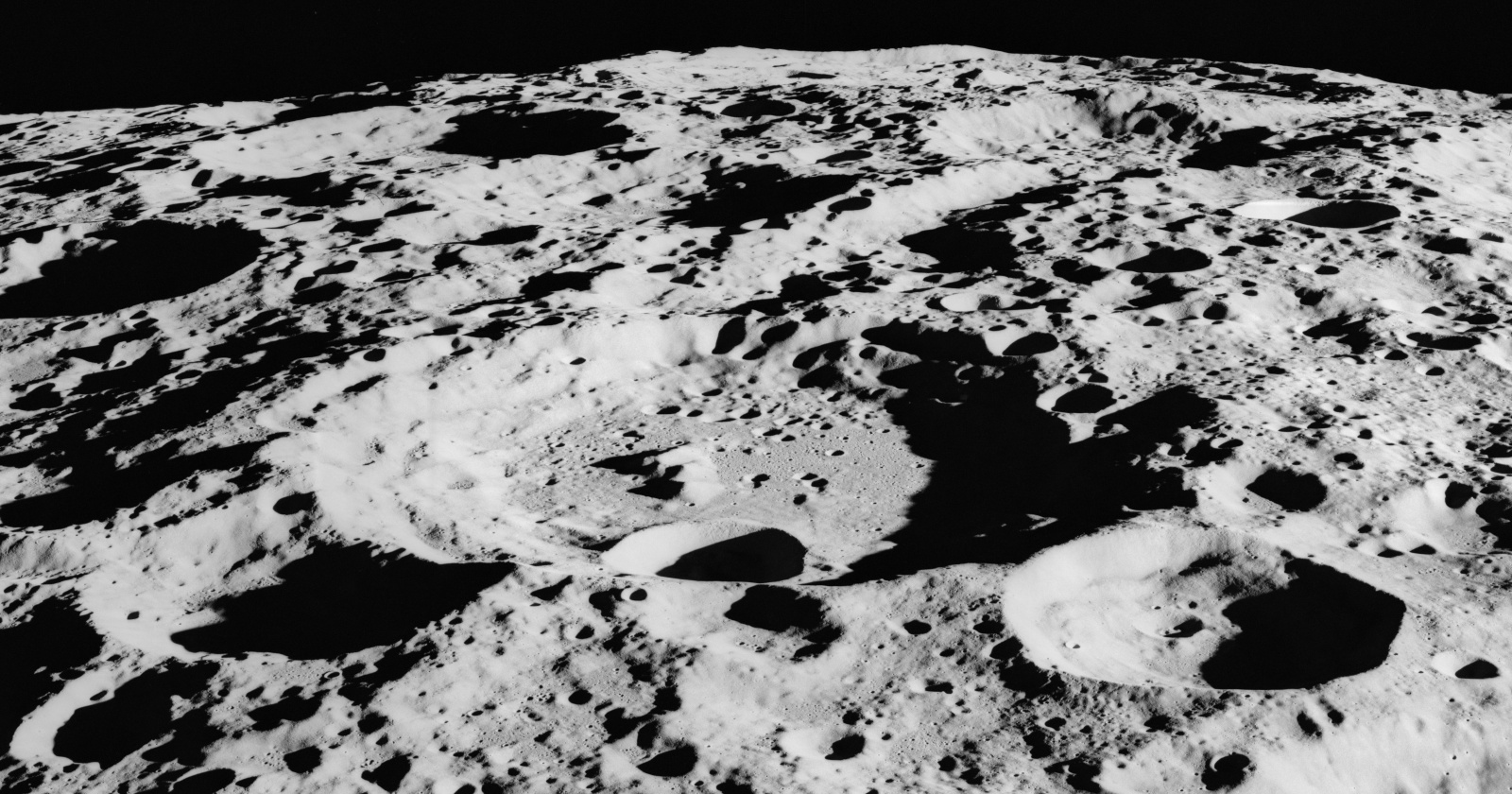
Fotografía de la misión Apolo 16

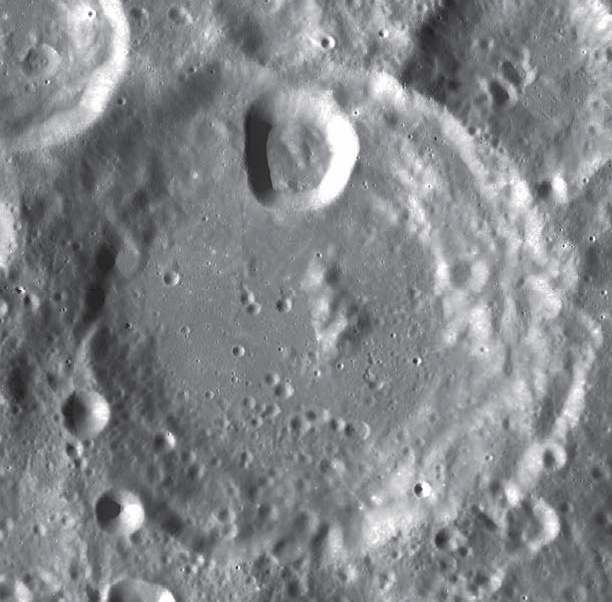
Imagen LRO

Vening Meinesz es un cráter de impacto perteneciente a la cara oculta de la Luna. La pared interior septentrional de este cráter se encuentra en el ecuador lunar. Al norte de esta formación se halla el cráter más grande Mandel'shtam, y ligeramente más lejos al sur aparece Keeler, más grande. Dewar yace a menos de un diámetro al sureste de Vening Meinesz.
Esta es un impacto erosionado, con múltiples pequeños cráteres en el borde. Como resultado, su estructura se ha desgastado y el perfil del brocal ya no está bien definido. El mayor de los impactos que lo recubren es un pequeño cráter en el borde inferior de la pared interior norte. El resto del suelo interior es relativamente plano y nivelado. Unido al borde exterior noroeste se halla el cráter satélite Vening Meinesz W, y unido al sector noreste aparece Vening Meinesz C.

## Cráteres satélite
Por convención estos elementos son identificados en los mapas lunares poniendo la letra en el lado del punto medio del cráter que está más cercano a Vening Meinesz.
|                | \| Vening Meinesz \| Coordenadas \| Diámetro \| \| -------------- \| ----------------------------- \| -------- \| \| C \| 1°12′N 163°48′E / 1.2, 163.8 \| 46 km \| \| Q \| 2°36′S 161°00′E / -2.6, 161.0 \| 17 km \| \| T \| 0°24′S 159°18′E / -0.4, 159.3 \| 15 km \| \| W \| 1°30′N 161°00′E / 1.5, 161.0 \| 39 km \| \| Z \| 0°48′N 162°30′E / 0.8, 162.5 \| 25 km \| |          |
| Vening Meinesz | Coordenadas | Diámetro |
| C              | 1°12′N 163°48′E / 1.2, 163.8 | 46 km    |
| Q              | 2°36′S 161°00′E / -2.6, 161.0 | 17 km    |
| T              | 0°24′S 159°18′E / -0.4, 159.3 | 15 km    |
| W              | 1°30′N 161°00′E / 1.5, 161.0 | 39 km    |
| Z              | 0°48′N 162°30′E / 0.8, 162.5 | 25 km    |